# Biografielijst Zl

## Zla
- Martin Zlámalík (1982), Tsjechisch veldrijder
- Petar Ivanov Zlatev (1881-1948), Bulgaars militair en politicus
- Petar Zlatinov (1981), Bulgaars voetballer
- Vladislav Zlatinov (1983), Bulgaars voetballer
- Christo Zlatinski (1985), Bulgaars voetballer

## Zlo
- Nikita Zlobin (1996), Russisch autocoureur
- Luiza Złotkowska (1986), Pools langebaanschaatsster